# Philbornea magnifolia
Philbornea magnifolia är en linväxtart som först beskrevs av Otto Stapf, och fick sitt nu gällande namn av Hallier f.. Philbornea magnifolia ingår i släktet Philbornea och familjen linväxter. Inga underarter finns listade i Catalogue of Life.